# Yuntan, Guangdong
Yuntan (kinesiska: 云潭)  är en köping i sydöstra Kina. Den ligger i Gaozhou i staden Maoming i provinsen Guangdong,  omkring 260 kilometer sydväst om provinshuvudstaden Guangzhou. Antalet invånare är 31 854. Befolkningen består av 15 362 kvinnor och 16 492 män. Barn under 15 år utgör 30 %, vuxna 15-64 år 57 %, och äldre över 65 år 11,0 %.